# Pas de Morgins
Der Pas de Morgins ist ein Pass zwischen dem Schweizer Kanton Wallis und Frankreich. Südöstlich führt das Val de Morgins nach Troistorrents in das Val d’Illiez und nach Monthey, nordwestlich wird Abondance erreicht. Die Passhöhe liegt auf 1369 m.
Am Pass befindet sich eine kleine Kapelle, der Moränensee Lac de Morgins, sowie ein Flachmoor und Amphibienlaichplatz, die unter Naturschutz stehen.

## Geschichte
Der Übergang wurde bereits im 13. Jahrhundert genutzt, als Peter II. von Savoyen ihn mit seinen Truppen in Richtung Wallis überquerte. Seit 1569 liegt der Pass auf der Grenze zwischen Wallis und Savoyen, heute zwischen Frankreich und der Schweiz. Auf dem Pass erinnern Grenzsteine aus dem 18. und 19. Jahrhundert daran. 1870 wurde der Pass vom Saumpfad zur Strasse ausgebaut.

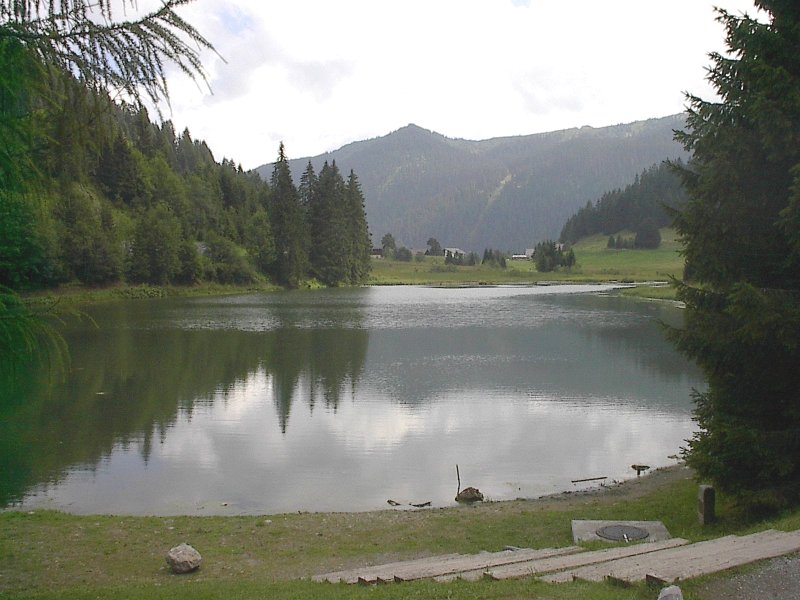
Lac de Morgins

## Sport
Der Pas de Morgins wurde im Rahmen der Tour de France bereits von beiden Seiten befahren. Die erste Überquerung stand im Jahr 1977 auf dem Programm, als die Strecke zunächst auf der 15. Etappe von Thonon-les-Bains nach Morzine über die anspruchsvollere Ostseite führte, ehe auf der folgenden 16. Etappe von Morzine nach Chamonix die leichtere Westseite folgte.
In weiterer Folge wurde die Westauffahrt, die als Bergwertung der 3. Kategorie klassifiziert ist in den Jahren 1978, 1984 und 1997 befahren. Die Ostseite wird seit 1985 als Bergwertung der 1. Kategorie kategorisiert und stand 1985 und 1988 im Programm der Tour de France.
2022 wurde der Pas de Morgins auf der 9. Etappe erneut von der Westseite befahren.
| Jahr | Etappe     | Bergwertung  | Fahrer              |
| ---- | ---------- | ------------ | ------------------- |
| 1977 | 15. Etappe | Hors GPM     | unbekannt           |
| 1977 | 16. Etappe | 3. Kategorie | Paul Wellens        |
| 1978 | 18. Etappe | 3. Kategorie | Mariano Martínez    |
| 1984 | 20. Etappe | 3. Kategorie | Theo de Rooij       |
| 1985 | 11. Etappe | 1. Kategorie | Luis Herrera        |
| 1988 | 11. Etappe | 1. Kategorie | Ludo Peeters        |
| 1997 | 16. Etappe | 3. Kategorie | Frank Vandenbroucke |
| 2022 | 09. Etappe | 1. Kategorie | Bob Jungels         |